# Эллиот, Эбенезер
Эллиот Эбенезер (англ. Ebenezer Elliott; 17 марта 1781, Масбро, Йоркшир и Хамбер — 1 декабря 1849, Барнсли, Йоркшир и Хамбер) — английский писатель

, поэт и предприниматель.

## Биография
Эллиот Эбенезер родился 17 марта 1781 года в Масбро, пригороде Ротерема в английском графстве Саут-Йоркшир в семье кузнеца, владельца кузнечной мастерской. В возрасте шести лет он заболел оспой, которая оставила его «ужасно изуродованным и ослепшим на шесть недель»; последствия этой болезни сказывались на протяжении всей жизни Эллиота. Во фрагменте автобиографии, напечатанной 12 января 1850 года в журнале «The Athenaeum», Эллиот говорит, что был полностью самоучкой (что далеко от истины, так как он посещал «Dame school» и «Hollis School» в Ротерхэме), и приписывает своё поэтическое развитие долгим прогулкам по стране в поисках полевых цветов и коллекции книг, включая произведения Янга, Барроу, Шенстоуна и Джона Мильтона, завещанных его отцу..
Когда ему было 16 лет, его отправили работать на литейный завод отца, где он получал лишь небольшие карманные деньги вместо заработной платы в течение следующих семи лет. В 1806 году Эллиот женился на Фрэнсис (Фанни) Гартсайд, и в этом браке у них родилось 13 детей. Он вложил состояние своей жены в долю своего отца на чугунолитейном заводе, но дела семейной фирмы тогда находились в безнадёжном состоянии, и финансовые трудности ускорили смерть последнего. Десять лет спустя Эллиот обанкротился и потерял всё. В 1819 году он получил средства от сестёр своей жены и начал другой бизнес в качестве торговца железом в Шеффилде. Это предприятие процветало, и к 1829 году он стал успешным торговцем чугуном и производителем стали, однако он всегда помнил предыдущий крах и понимал насколько тонка грань от успешного бизнесмена до рабочего и, видимо поэтому его так беспокоили проблемы простых трудящихся.
Эллиот принимал деятельное участие в движении чартистов, но некоторое время спустя разошёлся с ними в ряде вопросов.

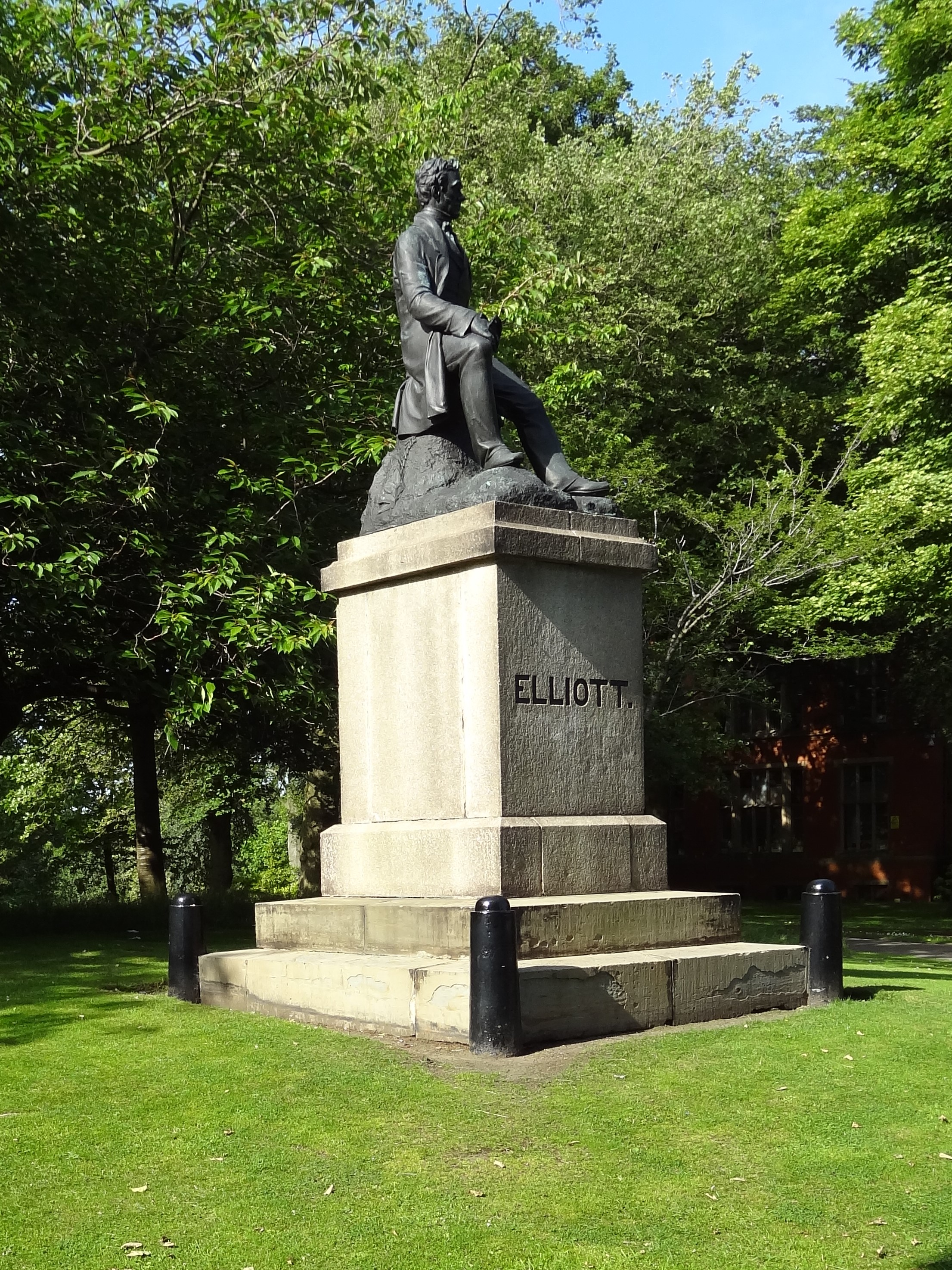
Памятник Э. Эллиоту
(Уэстон-Парк (Шеффилд), Шеффилд)

В 1829 году он обнародовал сборник стихотворений, позже пополненный и к 1839 году составлявший уже три тома. Темы его стихотворений — горести, нужда и доблесть рабочего класса. Эти стихотворения ярко иллюстрируют невыносимое положение рабочего сословия в Англии того времени — положение, вызвавшее рабочие волнения 1837—1838 гг.
Среди прочего, в своих стихах выступал против высоких хлебных пошлин на страже интересов английских помещиков. Поэтому, согласно «ЭСБЕ», главное сочинение Эллиота Эбенезера — «Песни против хлебных законов» (англ. Corn-Law Rhymes; 1831), — едва ли не больше содействовало отмене «хлебных законов», чем направленная политическая деятельность лидера фритредеров и руководителя «Лиги против хлебных законов» (основанной в 1838 году) Ричарда Кобдена. Наиболее известно его стихотворение, переведенное Бальмонтом под заглавием «Семья английского пролетария». Эллиот полагал, что с отменой хлебных законов из рабочей среды исчезнут нужда и большинство пороков. Первое полное собрание стихотворений Эллиота с его биографией и перепиской было издано в 1850 году; второе издание — в 1876 году.
Эллиот Эбенезер скончался 1 декабря 1849 года близ Барнсли в родном графстве поэта.
Слова «The People’s Anthem» вошли в сборник гимнов американских епископов и, наряду с другими, были включены в рок-мюзикл «Godspell» (1971), где был переименован в «Спасем народ» с новой партитурой.
В честь Эбенезера в Уэстон-Парке города Шеффилда был установлен памятник.

### Поэмы
- A Poet's Epitaph
- The Tree of Rivelin
- Corn-law Rhymes (1831)
- The Splendid Village; Corn Law Rhymes; and Other Poems (1833)
- Kerhonah, The vernal walk, Win hill, and other poems (1835)
- Love, a poem: in three parts. To which is added, The Giaour, a satirical poem (1823)
- More verse and prose (1850)
- Peter Faultless to his brother Simon (1820).